# Lista postaci serialu ’Allo ’Allo!
Lista postaci serialu ’Allo ’Allo! – artykuł przedstawia bohaterów brytyjskiego serialu komediowego ’Allo ’Allo!.

## Zestawienie postaci
| Postać                                   | Narodowość  | Seria 1 (1982 i 1984) | Seria 2 (1985)    | Seria 3 (1986–1987) | Seria 4 (1987)   | Seria 5 (1988–1989) | Seria 6 (1989)   | Seria 7 (1991)   | Seria 8 (1991–1992) | Seria 9 (1992)   | The Best of ’Allo ’Allo! (1994) | Powrót ’Allo ’Allo! (2007) |
| ---------------------------------------- | ----------- | --------------------- | ----------------- | ------------------- | ---------------- | ------------------- | ---------------- | ---------------- | ------------------- | ---------------- | ------------------------------- | -------------------------- |
| Rene Artois                              | Francuzi    | Gorden Kaye           | Gorden Kaye       | Gorden Kaye         | Gorden Kaye      | Gorden Kaye         | Gorden Kaye      | Gorden Kaye      | Gorden Kaye         | Gorden Kaye      | Gorden Kaye                     | Gorden Kaye                |
| Edith Melba Artois                       | Francuzi    | Carmen Silvera        | Carmen Silvera    | Carmen Silvera      | Carmen Silvera   | Carmen Silvera      | Carmen Silvera   | Carmen Silvera   | Carmen Silvera      | Carmen Silvera   | Carmen Silvera                  |                            |
| Yvette Carte-Blanche                     | Francuzi    | Vicki Michelle        | Vicki Michelle    | Vicki Michelle      | Vicki Michelle   | Vicki Michelle      | Vicki Michelle   | Vicki Michelle   | Vicki Michelle      | Vicki Michelle   |                                 | Vicki Michelle             |
| Maria Recamier                           | Francuzi    | Francesca Gonshaw     | Francesca Gonshaw | Francesca Gonshaw   |                  |                     |                  |                  |                     |                  |                                 |                            |
| Mimi Labonq                              | Francuzi    |                       |                   |                     | Sue Hodge        | Sue Hodge           | Sue Hodge        | Sue Hodge        | Sue Hodge           | Sue Hodge        |                                 | Sue Hodge                  |
| Michelle Dubois Michelle „z Ruchu Oporu” | Francuzi    | Kirsten Cooke         | Kirsten Cooke     | Kirsten Cooke       | Kirsten Cooke    | Kirsten Cooke       | Kirsten Cooke    | Kirsten Cooke    | Kirsten Cooke       | Kirsten Cooke    |                                 | Kirsten Cooke              |
| Monsieur Roger Leclerc                   | Francuzi    | Jack Haig             | Jack Haig         | Jack Haig           | Jack Haig        | Jack Haig           |                  |                  |                     |                  |                                 |                            |
| Monsieur Ernest Leclerc                  | Francuzi    |                       |                   |                     |                  |                     | Derek Royle      | Robin Parkinson  | Robin Parkinson     | Robin Parkinson  |                                 | Robin Parkinson            |
| Monsieur Alfonse                         | Francuzi    | Kenneth Connor        | Kenneth Connor    | Kenneth Connor      | Kenneth Connor   | Kenneth Connor      | Kenneth Connor   | Kenneth Connor   | Kenneth Connor      | Kenneth Connor   |                                 |                            |
| Madame Fanny La Fan                      | Francuzi    | Rose Hill             | Rose Hill         | Rose Hill           | Rose Hill        | Rose Hill           | Rose Hill        | Rose Hill        | Rose Hill           | Rose Hill        |                                 |                            |
| Generał Erich von Klinkerhoffen          | Niemcy      | Hilary Minster        | Hilary Minster    | Hilary Minster      | Hilary Minster   | Hilary Minster      | Hilary Minster   | Hilary Minster   | Hilary Minster      | Hilary Minster   |                                 |                            |
| Pułkownik Kurt von Strohm                | Niemcy      | Richard Marner        | Richard Marner    | Richard Marner      | Richard Marner   | Richard Marner      | Richard Marner   | Richard Marner   | Richard Marner      | Richard Marner   |                                 |                            |
| Porucznik Hubert Gruber                  | Niemcy      | Guy Siner             | Guy Siner         | Guy Siner           | Guy Siner        | Guy Siner           | Guy Siner        | Guy Siner        | Guy Siner           | Guy Siner        |                                 | Guy Siner                  |
| Kapitan Hans Geering                     | Niemcy      | Sam Kelly             | Sam Kelly         | Sam Kelly           | Sam Kelly        |                     |                  | Sam Kelly        |                     |                  |                                 |                            |
| Herr Otto Flick                          | Niemcy      | Richard Gibson        | Richard Gibson    | Richard Gibson      | Richard Gibson   | Richard Gibson      | Richard Gibson   | Richard Gibson   | Richard Gibson      | David Janson     |                                 |                            |
| Herr Engelbert von Smallhausen           | Niemcy      |                       | John Louis Mansi  | John Louis Mansi    | John Louis Mansi | John Louis Mansi    | John Louis Mansi | John Louis Mansi | John Louis Mansi    | John Louis Mansi |                                 |                            |
| Helga Geerhart                           | Niemcy      | Kim Hartman           | Kim Hartman       | Kim Hartman         | Kim Hartman      | Kim Hartman         | Kim Hartman      | Kim Hartman      | Kim Hartman         | Kim Hartman      |                                 |                            |
| Kapitan Alberto Bertorelli               | Włoch       |                       |                   |                     | Gavin Richards   | Gavin Richards      | Gavin Richards   | Roger Kitter     |                     |                  |                                 |                            |
| Oficer Crabtree                          | Brytyjczycy |                       | Arthur Bostrom    | Arthur Bostrom      | Arthur Bostrom   | Arthur Bostrom      | Arthur Bostrom   | Arthur Bostrom   | Arthur Bostrom      | Arthur Bostrom   |                                 | Arthur Bostrom             |
| Fairfax                                  | Brytyjczycy | John D. Collins       | John D. Collins   | John D. Collins     | John D. Collins  | John D. Collins     | John D. Collins  | John D. Collins  |                     | John D. Collins  |                                 | John D. Collins            |
| Carstairs                                | Brytyjczycy | Nicholas Frankau      | Nicholas Frankau  | Nicholas Frankau    | Nicholas Frankau | Nicholas Frankau    | Nicholas Frankau | Nicholas Frankau |                     | Nicholas Frankau |                                 | Nicholas Frankau           |

## Postacie

### Francuzi

#### René Artois
Aktor: Gorden Kaye.
Właściciel kawiarni w Nouvion, próbował być neutralny, lecz został wciągnięty do ruchu oporu, gdzie znany jest pod kryptonimem „Nocny Jastrząb”, niejako narrator Allo! Allo!, zmuszony przez Niemców, którzy grozili, że zastrzelą go, do ukrycia wartościowych dzieł sztuki; romansuje z kelnerkami.

#### Edith Artois
Aktorka: Carmen Silvera.
Zazdrosna żona René, pomagająca mu w prowadzeniu kawiarni, wątpliwych zdolności aktorka i piosenkarka kawiarnianego kabaretu, nazywana przez René „głupią”; jest jednocześnie obiektem pożądania ze strony Monsieur Alfonse’a i kapitana Bertorellego.

#### Madame Fanny La Fan/Leclerc
Aktorka: Rose Hill.
Jest matką Edith; większość czasu spędza w swoim pokoju na poddaszu kawiarni Café René, w ogromnym łóżku, w którym czasem ukrywa mniej lub bardziej znajomych mężczyzn. Kiedyś była tancerką w Paryżu, gdzie występowała w słynnym barze Folies Bergeres, znała także Vincenta van Gogha, od którego otrzymała jeden z jego obrazów (zarekwirowany przez generała von Klinkerhoffena – po to, aby sprzedać go po wojnie, a kopię jako oryginał oddać Hitlerowi). Obecnie jednak jest starą, przygłuchą kobietą, która nie bez przyczyny uskarża się na brak uwagi ze strony rodziny. Ruch oporu zamontował w jej nocniku radio, metalowa rama łóżka służy zaś za antenę, czego efekty niezmiennie ją przerażają. Nie cierpi René i Niemców, na których widok pluje. Uwielbia gin, a poza domem porusza się w fotelu na kółkach. Wychodzi za mąż za Ernesta Leclerca, brata Rogera Leclerca, swojej dawnej miłości.

#### Yvette Carte-Blanche
Aktorka: Vicki Michelle.
Jedna z kelnerek w Café René. Ma romans z René i to najbardziej zażyły ze wszystkich kelnerek – chce wziąć ślub ze swym ukochanym, a następnie z nim uciec. Słynne oooOOooo René! to jej słowa. Jest ponadto odpowiedzialna za „zabawianie” niemieckich oficerów na piętrze kawiarni.

#### Maria Recamier
Aktor: Francesca Gonshaw.
Kelnerka w kawiarni pojawiająca się w seriach 1-3. Miała romans z René, nie wiedząc o jego romansie z Yvette. Tak jak ona liczyła na to, że ucieknie z René. Maria, ze względu na swój niski wzrost musi stawać na taborecie do dojenia krów, aby móc pocałować René. Mówiąc do siebie, używają zazwyczaj nazw warzyw. Słynna ze swojego ślinienia się podczas długich kwestii i plucia przy wymawianiu swojego charakterystycznego „r”. Maria zniknęła po nieudanej próbie odstawienia angielskich lotników do obozu jenieckiego. Przypadkowo została wysłana paczką Czerwonego Krzyża do Szwajcarii.

#### Mimi Labonq
Aktor: Sue Hodge.
Kelnerka, która zastąpiła Marię, występująca w seriach 4-9. Także ma romans z René. Agentka ruchu oporu, nienawidzi Niemców. Słynie z bardzo niskiego wzrostu (145 cm) i porywczości.

#### Michelle Dubois
Aktorka: Kirsten Cooke.
Michelle prowadzi podwójne życie: oficjalnie jest pracownicą urzędu pocztowego, w wolnym czasie przewodzi ruchowi oporu w Nouvion. Podobnie jak towarzyszki nosi czarny beret, prochowiec i białe podkolanówki. Za każdym razem pojawia się niespodziewanie i znika jak zjawa tylko po to, by przynieść do kawiarni Café René nowe informacje (te wypowiedzi poprzedza zawsze formułką: „Zbierzcie się wokół... Słuchajcie uważnie, bo nie będę powtarzać!” (Listen very carefully, I shall say this only once). Jako liderka lokalnego ruchu oporu jest odpowiedzialna za przygotowywanie planu ucieczki angielskich lotników i opracowywanie planów dywersyjnych (wysadzanie w powietrze niemieckich transportów amunicji).

#### Roger LeClerc
Aktor: Jack Haig.
Fałszerz ruchu oporu (serie 1-5), „mistrz” przebrań, kawiarniany pianista, odpowiedzialny za dostarczanie do kawiarni m.in. sprzętu i wyposażenia radiowego, bomb oraz baterii. Przychodząc do kawiarni przebrany, zazwyczaj woła np. „Kupujcie cebulę od starego sprzedawcy cebuli”, „Kupujcie gwoździe od starego sprzedawcy gwoździ” itp. Słowa „To ja, Leclerc” (It is I, Leclerc) oraz podniesienie okularów mają pomóc w rozpoznaniu go, kiedy jest w przebraniu, jednak tylko jemu wydaje się, że jest to potrzebne. Jest poza tym dawnym kochankiem z młodości Madame Fanny. Brat Ernesta, który go zastąpił w serialu.

#### Ernest LeClerc
Aktorzy: Derek Royle (seria 6), Robin Parkinson (serie 7-9).
Postać wprowadzona po nagłej śmierci Jacka Haiga (odtwórcy roli Rogera LeClerca). Brat Rogera, także młodociana miłość Madame Fanny, z którą wziął później ślub.

#### Monsieur Alfonse
Aktor: Kenneth Connor.
Najważniejszy obywatel Nouvion – mer i lokalny właściciel zakładu pogrzebowego (wszystkim rozdaje swoje wizytówki z mottem Szybko i z fasonem). Jest zakochany w Madame Edith – często zaleca się do niej, wręczając m.in. kwiaty. Angażuje się w działalność ruchu oporu. Jego jedyną wadą (z punktu widzenia ewentualnej żony może i zaletą) jest słabe serce – Monsieur Alfonse ma ataki, gdy tylko zobaczy coś podniecającego (najczęściej gołe nogi lub inne skąpo odziane części ciała kobiety) – woła wówczas „Och, moje słabe serce!” (Oh, my dicky ticker!).

#### Denise Laroque
Aktorka: Moira Foot.
Pierwsza przywódczyni komunistycznego ruchu oporu, występująca w serii, 5 romansująca z René.

#### Louise
Aktorka: Carole Ashby.
W 5. serii członkini, a od 6. kolejna przywódczyni komunistycznego ruchu oporu, również blisko związana uczuciowo z René.

### Niemcy i Włosi

#### Pułkownik Kurt von Strohm
Aktor: Richard Marner.
Jest dowódcą niemieckiego garnizonu stacjonującego w Nouvion. Z powodu zbliżającej się emerytury ukrywa bezcenne dzieła sztuki, które zamierza sprzedać po wojnie zapewnić sobie spokojną przyszłość. Bardziej interesują go doczesne przyjemności niż chwała; większość czasu spędza w kawiarni Café René sącząc wino bądź z którąś z kelnerek na górze (jego ulubione gadżety w trakcie tych spotkań to mokry por i ubijaczka do piany). Jest rubaszny; na wiele spraw przymyka oko.

#### Porucznik Hubert Gruber
Aktor: Guy Siner.
Gruber jest porucznikiem w jednostce pancernej Wehrmachtu (rozpoznajemy to po różowych wypustkach na naramiennikach niem. Waffenfarbe). Jest niezwykle wrażliwy, nieco zmanierowany i uwielbia koniak. Przebywając w kawiarni Café René, zwykle podrywa René lub gra na pianinie. Przed przybyciem do Nouvion walczył na wschodnim froncie, gdzie „był bardzo samotny”. Zazwyczaj porusza się tzw. małym czołgiem, który jest jego oczkiem w głowie, w rzeczywistości – samochodem pancernym Sd. Kfz 222. Jest on prowadzony przez niepojawiającego się na ekranie kierowcę „Clarence’a”.
Gruber dzięki wychowaniu przez nadopiekuńczą matkę jest miłośnikiem sztuki, potrafi też sam malować (tworzył kopie Upadłej madonny z wielkim cycem). Pochodzi z Baden-Baden. Ma poczucie winy z powodu zabicia „brata René” (czego tak naprawdę nie zrobił, gdyż dano mu drewniane naboje). Jest on adiutantem generała von Klinkerhoffena oraz nieoficjalnym adiutantem pułkownika von Strohma.
Gruber nigdy nie potwierdził swoich skłonności homoseksualnych, mimo że jego zachowanie w serialu sugerowało, że jest zakochany w René. W ostatnim epizodzie serialu Gruber został przedstawiony jako małżonek Helgi, z którą ma sześcioro dzieci. Jednakże w Powrót ’Allo ’Allo! z 2007 zostało jasno określone, iż Gruber w zamierzeniu miał być homoseksualistą. Pracował m.in. jako szofer Ernesta LeClerka i poślubionej mu byłej kelnerki Mimi.

#### Helga Geerhart
Aktorka: Kim Hartman.
Jest szeregowcem (przez krótki czas była kapralem) i pomocą biurową pułkownika von Stroma. Z racji swojej funkcji jest zamieszana we wszystkie tajemnice swojego zwierzchnika, często bywa wręcz ich mózgiem. Świadoma swego uroku chętnie go wykorzystuje dla realizacji swoich celów. Przez dłuższy czas jest narzeczoną Ottona Flicka, co przynosi wymierne profity nie tylko jej. Nosi wymyślną bieliznę, często ozdobioną swastykami; w pracy bywa niezwykle władcza. Po wojnie została żoną Grubera.

#### Generał Erich von Klinkerhoffen
Aktor: Hilary Minster.
Erich von Klinkerhoffen to generał Wehrmachtu i bezlitosny dowódca niemieckich wojsk stacjonujących w Nouvion i okolicach. Często grozi francuskim wieśniakom, że zostaną rozstrzelani. Później wplątany w spisek, którego celem był zamach na Adolfa Hitlera. Przejawia zdecydowaną awersję do włoskich sojuszników, wyrażającą się w określaniu kapitana Alberto Bertorellego per „makaroniarz” oraz nieodmiennie pogardliwych uwagach w odpowiedzi na jego „Heil Mussolini”. Pod koniec ostatniego odcinka piątej serii (S05E26), zobaczywszy porucznika Huberta Grubera w damskim przebraniu, zaprasza go do siebie na drinka, mówiąc, że porucznik nie musi się obawiać, gdyż będą „sami swoi”.

#### Kapitan Hans Geering
Aktor: Sam Kelly.
Bliski współpracownik pułkownika von Strohma, występujący w seriach 1-4 oraz 7, także zamieszany w aferę z obrazem. Jako niemiecki oficer jest łagodny i pobłażliwy (np. nie bulwersuje go fakt, że jego mundur uszyty został przez żydowskiego krawca). Również często odwiedza kawiarnię. Pomylony z angielskim lotnikiem i wysłany przypadkowo do Anglii przez ruch oporu. Ma zwyczaj mówienia zamiast zwyczajnego Heil Hitler! samej końcówki tego salutu, czyli ~TLER! (częste zachowanie Niemców nie podzielających poglądów nazistowskich). Jest to jego charakterystyczna kwestia.

#### Herr Otto Flick
Aktorzy: Richard Gibson (serie 1-8), David Janson (seria 9).
Lokalny kuśtykający oficer Gestapo, ma manię wyśledzenia i zniszczenia ruchu oporu. Planuje wziąć po wojnie ślub z Helgą, z którą potajemnie romansuje. Jego ojcem chrzestnym jest Heinrich Himmler. Jedną z jego rozrywek jest bicie (czasami bez powodu) von Smallhausena.

#### Engelbert von Smallhausen
Aktor: John Louis Mansi.
Podkomendny Herr Flicka, służy mu jako tragarz lub tester nowych czynności. Niski i podobnie jak Herr Flick utyka na jedną nogę, jest Mistrzem Westfalii w kuśtykaniu na przełaj. Po zdaniu egzaminu z biografii Hitlera został oficerem gestapo. Bezwzględnie oddany swojemu panu, wielokrotnie zalecał się do Helgi, lecz bez większych sukcesów. Często jest bity przez Ottona Flicka po głowie.

#### Kapitan Alberto Bertorelli
Aktorzy: Gavin Richards (serie 4-6) Roger Kitter (seria 7).
Włoch, kapitan wojska włoskiego, który przybył do Nouvion po tym, jak Mussolini przystąpił do wojny po stronie faszystów, wielbiciel i adorator kobiet. Jego charakterystyczna kwestia to What a mistake-a to make-a, przetłumaczone na polski na „Ale gafę strzeliłem”. Na pozdrowienia niemieckich żołnierzy Heil Hitler zwykł odpowiadać Heil Mussolini.

#### Generał Leopold von Flockenstuffen
Aktor: Ken Morley.
Występujący w seriach 5-7 generał o skłonnościach homoseksualnych (podobnie jak porucznik Gruber). Na stanowisku dowódcy na krótko zastępuje generała von Klinkerhoffena, gdy ten zostaje wysłany do szpitala psychiatrycznego.

### Brytyjczycy

#### Oficer Crabtree
Aktor: Arthur Bostrom.
Angielski oficer w mundurze francuskiego żandarma, pomagający René i ruchowi oporu w ich działaniach przeciwko okupantowi niemieckiemu. Słabo mówi po francusku na dodatek z angielskim akcentem i myli słowa, zwykle przeinaczając sens swych wypowiedzi, np. Good moaning zamiast Good morning (moaning – jęczenie), w polskich dialogach oddane za pomocą „dziń dybry” zamiast „dzień dobry”. W oryginalnej brytyjskiej wersji niektóre wypowiedzi oficera Crabtree w wyniku mylenia słów stają się wulgarne.

#### Carstairs i Fairfax
Aktorzy: Nicholas Frankau i John D. Collins.
Zestrzeleni brytyjscy piloci, ukrywający się w różnych wymyślnych miejscach; ruch oporu bezskutecznie usiłuje odesłać ich do domu. Nie rozumieją języka francuskiego, przez co nie do końca orientują się w sytuacji. Wychodząc z kryjówki, zawsze się rozglądają, mówiąc Hello!. Są uosobieniem stereotypu przygłupiego Brytyjczyka.